# Run Run Shaw
Pour les articles homonymes, voir Shaw.
Run Run Shaw (en chinois : 邵逸夫, Shao Yi-fu, né 邵仁楞, Shao Renleng), né le 19 novembre 1907 à Ningbo et mort le 7 janvier 2014 à Hong Kong (à l'âge de 106 ans), est un homme d'affaires spécialisé dans le divertissement et un philanthrope chinois.

## Biographie
Fondateur du studio Shaw Brothers — l'une des plus grandes sociétés de production de films dans le monde — et de la Television Broadcasts Limited (TVB) — la principale entreprise de télévision de Hong Kong —, Run Run Shaw était l'une des figures les plus influentes dans l'industrie du divertissement asiatique.
Les frères Shaw viennent d'une famille de commerçants de Ningbo. Quatre des six frères se lancent dans le cinéma après que le plus âgé, Runje, ait racheté une salle de cinéma en difficulté financière dans les années 1920. Run Run part avec son frère Runde à Hong Kong pour y assurer la distribution des films produits par son frère qui sont la cible de boycotts orchestrés par la concurrence. Run Run y lance ses propres studios de production. Il est aussi le fondateur de TVB, la deuxième chaîne de télévision de Hong Kong. Il occupe des fonctions exécutives chez TVB jusqu'en 2011.

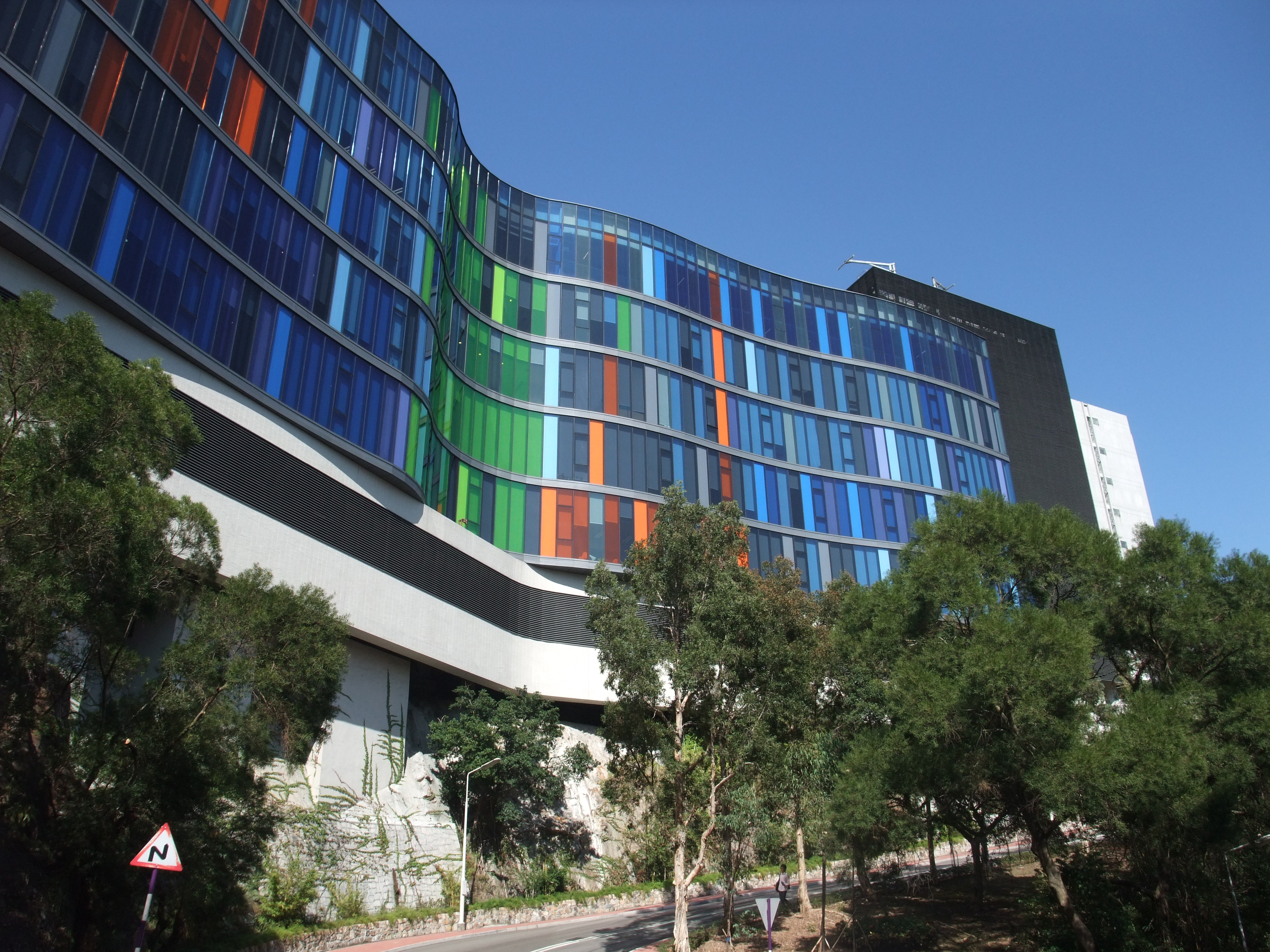
Le Run Run Shaw Science Building à l'université chinoise de Hong Kong.
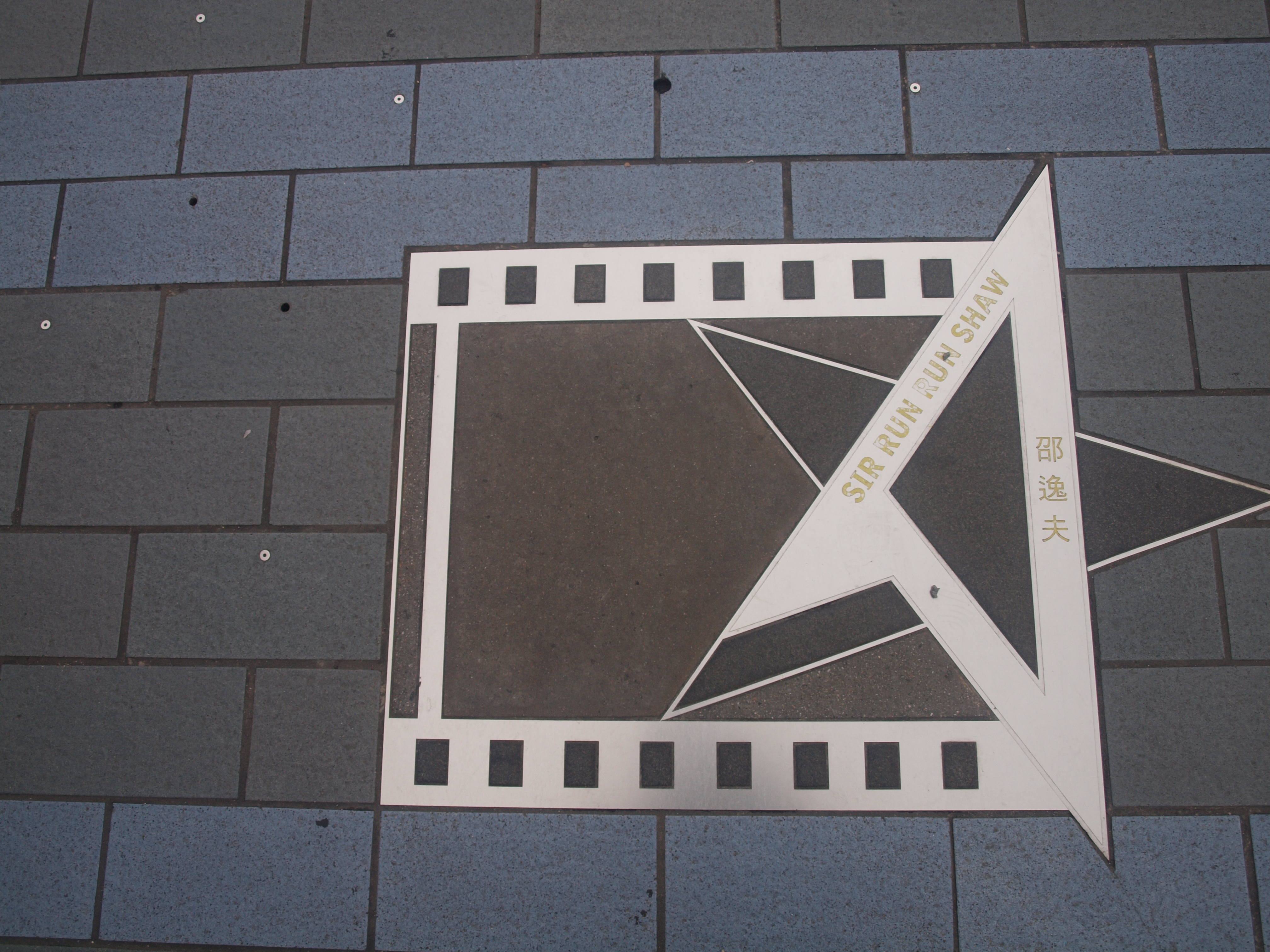
L'étoile de Run Run Shaw sur l'Avenue des stars de Hong Kong.
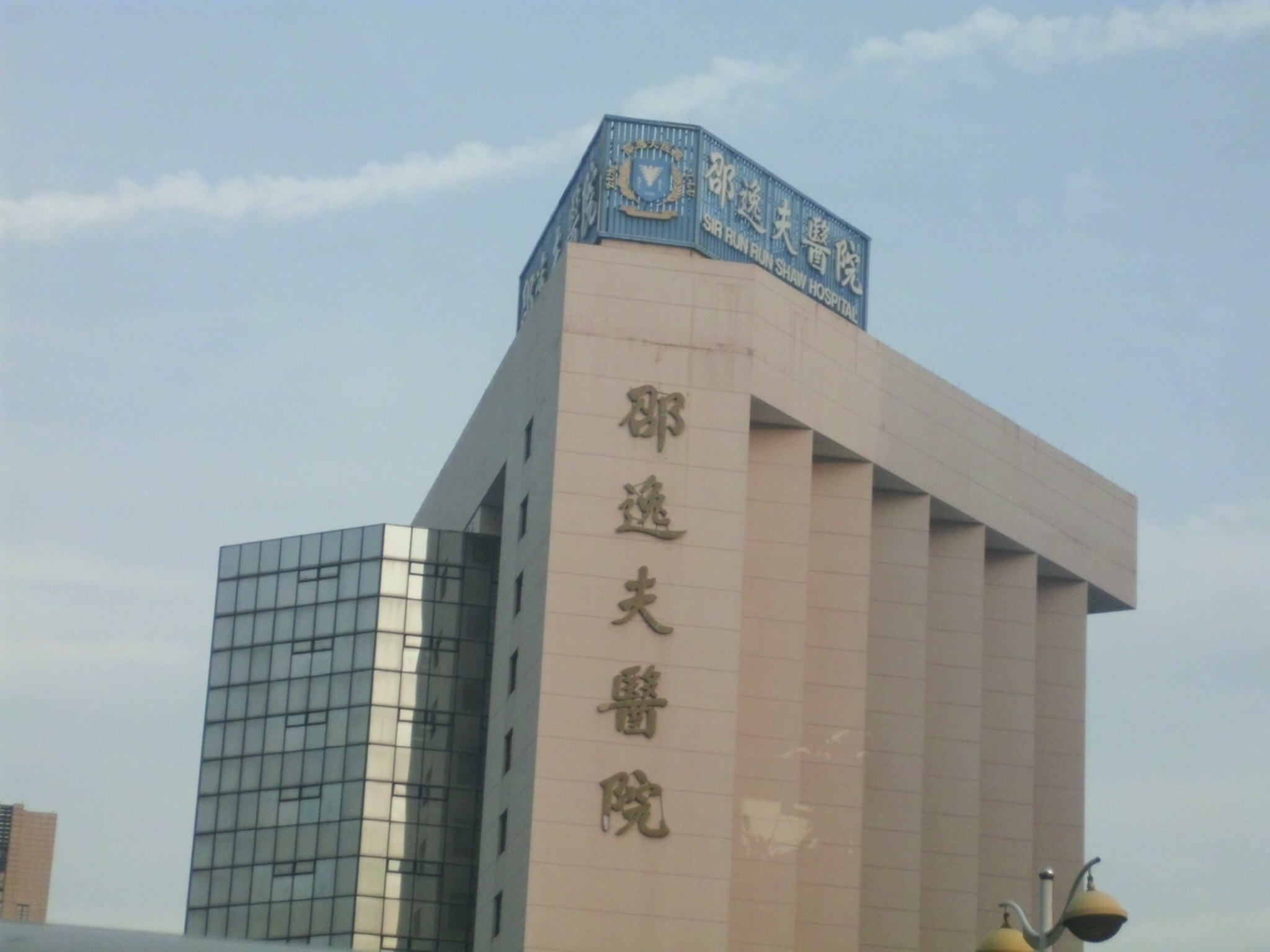
Hôpital Sir Run Run Shaw à Hangzhou.

## Vie privée
Il fut marié une première fois à Lily Wong Mee-chun qui décède en 1987, puis se remarie avec Mona. Il a deux fils et deux filles.